# Dorothea Binz
Dorothea Binz (Templin, 16 marzo 1920 – Hameln, 2 maggio 1947) era il supervisore presso il campo di concentramento di Ravensbrück durante la seconda guerra mondiale.

## Biografia
Iniziò la sua formazione presso il campo di concentramento di Ravensbrück il 1 ° settembre 1939, dove era Aufseherin sotto la direzione di Emma Zimmer, Johanna Langefeld, Maria Mandel e Anna Klein-Plaubel. Lavorò nella lavanderia e sorvegliava le torture.
Nel 1943 fu promossa a Stellvertretende Oberaufseherin dove addestrò donne come Ruth Closius. Torturò molte donne che la soprannominavano La Binz. Presumibilmente ebbe un fidanzato nel campo di nome Edmund Bräuning con il quale visse fino alla fine del 1944, quando fu trasferita a Buchenwald.
Binz fuggì da Ravensbrück durante la marcia della morte, ma fu catturata il 3 maggio 1945 dagli inglesi ad Amburgo e imprigionata a Recklinghausen. Processata e condannata per crimini contro l'umanità, fu impiccata ad Hameln il 2 maggio 1947.